# Le fils du père Duchêne Illustré
Le fils du père Duchêne Illustré è il nome con il quale sono apparsi 10 numeri della rivista Le Père Duchêne, dal 21 aprile al 24 maggio 1871, presentati nella tabella sottostante. 
La collezione consente di monitorare graficamente gli eventi significativi della Comune di Parigi, l'ultimo numero pubblicato durante la settimana di sangue rappresenta anche la fine del governo parigino della "Commune".